# Norm Maracle
Norm Maracle (Belleville, Ontario, 2. listopada 1974.) kanadski je profesionalni hokejaš na ledu. Lijevoruki je vratar i trenutačno nastupa u njemačkom DEL-u za Kölner Haie. U svojoj NHL karijeri igrao je za Detroit Red Wings i Atlanta Thrashers.

## Karijera

### Amerika
Maracle je amatersku karijeru započeo u ekipi Calgary North Stars koja nastupa u AMHL-u (Alberta Midget Hockey League), a juniorski staž nastavio u WHL-u (Western Hockey League) kao igrač Saskatoon Bladesa. Detroit Red Wingsi birali su ga, na draftu 1993., kao 126. izbor pete runde drafta. Međutim, još je jednu sezonu proveo u dresu Saskatoona kako bi završio četverogodišnje sveučilišno obrazovanje. Upravo je u toj posljednjoj godini odradio najbolju sveučilišnu sezonu i osvojio Del Wilson Trophy, trofej za najboljeg vratara WHL-a. 
Naredne tri godine proveo je u AHL podružnici Detroita, Adirondack Red Wingsima, gdje je uvjerljivo bio prvi vratar momčadi. Sezonu 1997./98. proveo je između AHL-a i NHL-a, u obje ekipe. Za Red Wingse odigrao je 4 utakmice i na kraju godine osvojio Stanleyjev kup. Sljedeće sezone kao rezervni vratar Chrisu Osgoodu bio je u sastavnom dijelu ekipe, ukupno odigravši 18 utakmica (16 u sezoni, 2 u doigravanju). 
U ljeto 1999. dolazi do proširenja NHL-a ulaskom nove ekipe Atlanta Thrashersa. Thrashersi su imali mogućnost da iz svake NHL ekipe uzmu po jednog igrača kojeg su ovi proglasili viškom. Kako su se Wingsi odrekli Maraclea, Thrashersi su na proširenom draftu 1999. zakaparili svog novog vratara. Odmah je u prvoj sezoni dobio veću minutažu na ledu i preuzeo ulogu prvog vratara svoje ekipe. Očekivano, Thrasheri su kao nova ekipa završili sezonu na začelju poretka. Sljedeće sezone izgubio je svoju poziciju u sastavu i igrao dosta manje, tako da je većinu sezone proveo u ekipi Orlando Solar Bears u IHL-u (International Hockey League). Bearse je odveo do osvajanja trofeja Turner Cup, dok je on sam dobio nagradu za MVP-a doigravanja. 
Povratak u NHL bilježi već sljedeće sezone, međutim samo jedna odigrana utakmica za Thrasherse natjerala ga je da ostatak sezone provede u njihovoj AHL podružnici, Chicago Wolves. 

### Europa
2003. godine dolazi u Europu gdje karijeru nastavlja u Rusiji. U ruskoj Superligi branio je za Metalurg Magnitogorsk i Avangard Omsk. U slovensku Tiliju Olimpiju dolazi prije početka sezone 2009./10. iz njemačkog prvoligaša Iserlohna. Sredinom sezone napustio je klub i otišao u Kölner Haie koji nastupa u njemačkom DEL-u.

## Vanjske poveznice
- Profil na The Internet Hockey Database
- Profil na Eurohockey.net
- Profil na Legends of Hockey.net